# Judith Roberts
Pour les articles homonymes, voir Roberts.
Judith Anna Roberts est une actrice américaine née le 1er décembre 1934 à New York. Elle est principalement connue pour son rôle de Mary Shaw dans le film d'horreur Dead Silence (2007) de James Wan, et pour son rôle de Taslitz dans la série dramatique Orange Is the New Black de Netflix.

## Biographie

### Carrière
Son premier rôle au cinéma remonte à 1977 dans Eraserhead. Les années suivantes, elle tient d'autres petits rôles dans des films et des séries télévisées, notamment New York, police judiciaire (Law & Order) et New York, section criminelle (Law and Order: Criminal Intent). Son rôle le plus notable est celui de Mary Shaw dans le film d'horreur Dead Silence de James Wan en 2007. La même année, Roberts collabore à nouveau avec le réalisateur avec le film d'action Death Sentence, où elle tient le rôle de la juge Shaw.
En 2013, Roberts apparaît dans le clip de Justin Timberlake pour Mirrors. En 2014, elle tient un rôle récurrent dans la série de Netflix Orange Is the New Black. Roberts reçoit pour le rôle le Screen Actors Guild Award de la meilleure distribution pour une série télévisée comique. En 2015, elle s'est produite à Broadway dans la pièce Airline Highway.

### Vie privée
Judith Roberts a été mariée à l'acteur Pernell Roberts de 1962 à 1971.

## Filmographie
Sauf indication contraire, les informations mentionnées dans cette section peuvent être confirmées par la base de données cinématographiques IMDb,  présente dans la section « Liens externes ».

### Cinéma
- 1971 : Minnie et Moskowitz ou Ainsi va l'amour (Minnie and Moskowitz) de John Cassavetes : la femme de l'Irlandais
- 1975 : The Swinging Barmaids (en) de Gus Trikonis : Sally
- 1976 : Nashville Girl (en) de Gus Trikonis : Fran
- 1976 : The Student Body de Gus Trikonis : Madame Blalock
- 1977 : Eraserhead de David Lynch : la voisine de palier
- 1978 : The Late Great Planet Earth de Robert Amram et Rolf Forsberg : la grande prostituée
- 1980 : Stardust Memories de Woody Allen : une chanteuse
- 1992 : Mac de John Turturro : la femme dans le bus
- 1994 : Mother's Boys d'Yves Simoneau : le narrateur
- 1998 : Three Below Zero de Simon Aeby : Nora Littman
- 2000 : Fast Food, Fast Women d'Amos Kollek : la mère de Bella
- 2006 : Faceless : Marge Garacci (court-métrage)
- 2007 : Dead Silence de James Wan : Mary Shaw
- 2007 : Death Sentence de James Wan : la juge Shaw
- 2007 : Le Journal d'une baby-sitter (The Nanny Diaries) de  Shari Springer Berman et Robert Pulcini
- 2008 : Choke de Clark Gregg : une femme élégante
- 2010 : The Aspern Papers de Mariana Hellmund : Juliana Bordereau
- 2011 : The Deteriorationists : Margaret (court-métrage)
- 2012 : Fred Won't Move Out de Richard Ledes (en) : Susan
- 2013 : My Day : la mère (court-métrage)
- 2015 : Last Words : Miss Larson (court-métrage)
- 2017 : A Beautiful Day (You Were Never Really Here) de Lynne Ramsay : la mère de Joe
- 2020 : The Last Thing Mary Saw (en) d'Edoardo Vitaletti : Constance

### Télévision
- 1983 : Les Enquêtes de Remington Steele (Remington Steele) : Rina Casselas (saison 1, épisode 17 : Steele among the Living)
- 1991 : New York, police judiciaire (Law & Order) : Harriet Dutton (saison 2, épisode 2 : The Wages of Love)
- 2000 : New York, police judiciaire (Law & Order) : la juge Schepps (saison 11, épisode 1 : Endurance)
- 2000 : New York, section criminelle (Law and Order: Criminal Intent) : Nan Turner (saison 2, épisode 12 : Suite Sorrow)
- 2008 : New Amsterdam : Julia (saison 1, épisode 1 : Pilot)
- 2011-2014 : The Heart, She Holler (en) : Meemaw (18 épisodes)
- 2014 : Orange Is the New Black : Taslitz (8 épisodes)
- 2016 : 2 Broke Girls : Astrid (saison 5, épisode 7 : And the Coming Out Party)
- 2017 : Very Bad Nanny (The Mick) : la grand-mère Rita (saison 2, épisode 6 : The Matriarch)
- 2017 : Great News : Grammy (saison 2, épisode 9 : Love is Dead)
- 2018 : The Last O.G. (en) : Mrs. Washington (saison 1, épisode 1 : Pilot)
- 2019 : Des amis d'université (Friends from College) : Gummy (saison 2, épisode 5 : Old Habits)
- 2019 : NOS4A2  : Jolene (saison 1, épisode 3 : The Gas Mask Man ; saison 1, épisode 6 : The Dark Tunnels)

## Voix françaises
- Frédérique Cantrel dans NOS4A2 (2019)